# Tony Sunshine
Tony Sunshine, artistnamn för Antonio Cruz, född 23 april 1978 (andra källor anger 23 april 1977 eller 28 juni 1977) i Bronx, New York City, är en amerikansk R&B-sångare med Puerto Ricanskt ursprung.
Han är känd för sina sånginsatser på ett större antal Terror Squad sånger. Han har till exempel sjungit på Cuban Links album "Still Telling Lies", Fat Joes "All I Need" och Big Puns "100%". 2004 släppte han sin egen singel "Oh My God", featuring P. Diddy och Dirtbag, på Jive Records. Tony Sunshine har spelat in ett helt album och väntar på tvekande skivbolag (Sony BMG) ska släppa det.